# Piets (Pyrénées-Atlantiques)
Pour les articles homonymes, voir Piets.
Piets est une ancienne commune française du département des Pyrénées-Atlantiques. Le 22 mars 1842, la commune fusionne avec Plasence et Moustrou pour former la nouvelle commune de Piets-Plasence-Moustrou.

## Géographie
Piets est situé au nord-est du département, au nord du Béarn et de la ville de Pau, éloignée de vingt kilomètres.

## Toponymie
Le toponyme Piets apparaît sous les formes 
Pietz (1409, titres de Béarn), 
Piegs (1487, registre des Établissements de Béarn), 
Nostre-Done de Piets (1513, notaires de Garos) et 
Pietz (1801, Bulletin des lois).

## Démographie
| 1793 | 1800 | 1806 | 1821 | 1831 | 1836 |
| ---- | ---- | ---- | ---- | ---- | ---- |
| 164  | 169  | -    | 250  | 200  | 183  |

## Pour approfondir